# Do It For Your Lover
"Do It For Your Lover" er en sang fremført af Manel Navarro som deltog i Eurovision Song Contest 2017. Sangen opnåede en sidste plads.
Videoklipet af sangen blev optaget på forskellige steder på Tenerife.